# Penguins
Penguins es un documental sobre la naturaleza dirigido por Alastair Fothergill y Jeff Wilson. La historia sigue a un pingüino adelaida llamado Steve que se une a millones de machos en la helada primavera antártica en una búsqueda para construir un nido adecuado, encontrar una compañera de vida y formar una familia. La versión estadounidense de la película es narrada por Ed Helms.  
Producida por Disneynature, la película se estrenó en Estados Unidos el 17 de abril de 2019, cinco días antes del Día de la Tierra. Es el decimotercer documental sobre la naturaleza que lanzará Disney con el sello Disneynature.
Penguins se estrenó el mismo día que Breakthrough (primera película de 20th Century Fox en ser distribuida por Walt Disney Studios Motion Pictures)

## Sinopsis
En la Antártica, Steve, un pingüino Adelie, se está preparando para formar una familia, intenta todo el día impresionar a una compañera, pero falla. Cuando está listo para rendirse, conoce a Adeline, un pingüino que aún no ha encontrado pareja. Juntos, comienzan a amarse.
Algún tiempo después, Adeline tiene dos huevos. Steve se va con los otros machos a buscar peces, mientras que Adeline se acurruca en sus huevos en un nido de rocas. Más tarde, cuando los otros machos regresan a la colonia, Steve, que no se dio cuenta de que era el único que quedaba, todavía está buscando peces. Es perseguido por una orca , y afortunadamente escapa. Mientras regresa. una tormenta de nieve cubre la colonia, incluidos Adeline y los huevos. Ellos, junto con Steve, que todavía estaba en el frío, sobrevivieron. A medida que pasa el tiempo, los huevos se convierten en pollitos, y Steve está entusiasmado con sus nuevos hijos. Pero cuando le toca a Adeline ir a pescar, los polluelos quieren comida. Steve no tiene idea de lo que está haciendo.
A medida que los polluelos crecen, uno de ellos es intimidado por un Skua, que junto con otros, buscan comida para alimentar a sus polluelos, Steve viene al rescate. y se va volando, Steve tiene comida en el vientre, lo que hace que los polluelos lo persigan, finalmente. Steve alimenta a los polluelos (y uno de ellos vomita).
A medida que pasan los meses, la familia es perseguida por un foca leopardo. Una de las chicas se hace la muerta y tiene suerte, la foca se va y la familia se reúne, la familia se va por caminos separados. Los polluelos comienzan una nueva vida con los demás, Adeline se despide de Steve hasta que pase el año siguiente, y Steve da un paseo por la playa antártica, felicitándose por su primer año de ser padre.

## Estreno
La película fue estrenada en Estados Unidos el 17 de abril de 2019, en México fue producida por Corazón Films.

## Recepción
Penguins recibió reseñas positivas de parte de la crítica y de la audiencia. En el sitio web especializado Rotten Tomatoes, la película posee una aprobación de 92%, basada en 66 reseñas, con una calificación de 7.1/10 y con un consenso crítico que dice: "Disneynature: Penguins muestra el adorable atractivo de sus personajes con un documental bellamente filmado que agrega mucho valor de entretenimiento antropomórfico para los jóvenes espectadores." De parte de la audiencia tiene una aprobación de 80%, basada en más de 100 votos, con una calificación de 3.9/5.
El sitio web Metacritic le dio a la película una puntuación de 69 de 100, basada en 18 reseñas, indicando "reseñas generalmente favorables". Las audiencias encuestadas por CinemaScore le otorgaron a la película una "A" en una escala de A+ a F, mientras que en el sitio IMDb los usuarios le asignaron una calificación de 7.1/10, sobre la base de 1709 votos.